# Schizachyrium beckii
Schizachyrium beckii är en gräsart som beskrevs av Timothy John Killeen. Schizachyrium beckii ingår i släktet Schizachyrium och familjen gräs. Inga underarter finns listade i Catalogue of Life.